# Traité de Barcelone (2023)
 (mai 2025).
La mise en forme du texte ne suit pas les recommandations de Wikipédia : il faut le « wikifier ».
Les points d'amélioration suivants sont les cas les plus fréquents :
- Les titres sont pré-formatés par le logiciel. Ils ne sont ni en capitales, ni en gras.
- Le texte ne doit pas être écrit en capitales (les noms de famille non plus), ni en gras, ni en italique, ni en « petit »…
- Le gras n'est utilisé que pour surligner le titre de l'article dans l'introduction, une seule fois.
- L'italique est rarement utilisé : mots en langue étrangère, titres d'œuvres, noms de bateaux, etc.
- Les citations ne sont pas en italique mais en corps de texte normal. Elles sont entourées par des guillemets français : « et ».
- Les listes à puces sont à éviter, des paragraphes rédigés étant largement préférés. Les tableaux sont à réserver à la présentation de données structurées (résultats, etc.).
- Les appels de note de bas de page (petits chiffres en exposant, introduits par l'outil «  Source ») sont à placer entre la fin de phrase et le point final[comme ça].
- Les liens internes (vers d'autres articles de Wikipédia) sont à choisir avec parcimonie. Créez des liens vers des articles approfondissant le sujet. Les termes génériques sans rapport avec le sujet sont à éviter, ainsi que les répétitions de liens vers un même terme.
- Les liens externes sont à placer uniquement dans une section « Liens externes », à la fin de l'article. Ces liens sont à choisir avec parcimonie suivant les règles définies. Si un lien sert de source à l'article, son insertion dans le texte est à faire par les notes de bas de page.
- La présentation des références doit suivre les conventions bibliographiques. Il est recommandé d'utiliser les modèles {{Ouvrage}}, {{Chapitre}}, {{Article}}, {{Lien web}} et/ou {{Bibliographie}}. Le mode d'édition visuel peut mettre en forme automatiquement les références.
- Insérer une infobox (cadre d'informations à droite) n'est pas obligatoire pour parachever la mise en page.

Pour une aide détaillée, merci de consulter Aide:Wikification.
Si vous pensez que ces points ont été résolus, vous pouvez retirer ce bandeau et améliorer la mise en forme d'un autre article.
Le traité de Barcelone de 2023, officiellement le "traité d'amitié et de coopération entre la République française et le Royaume d'Espagne", est un traité de coopération et d'amitié signé par la France et l'Espagne, le 19 janvier 2023, au Musée national d'Art de Catalogne lors du vingt-septième sommet franco-espagnol, dont le principe avait été acté lors du vingt-sixième sommet espagnol à Montauban le 15 mars 2021.
Les domaines de cette coopération sont très variés, allant du politiques aux domaines de l'éducation, de la défense, de l'immigration et de l'économie, et s'inscrit dans le cadre de la construction européenne.
L'Espagne avait déjà signé un tel traité avec le Portugal en 1977 et en 1985, date de l'entrée des deux pays dans l'Union européenne, tandis que la France a déjà signé un traité de coopération similaire avec l'Allemagne (le traité de l'Élysée de 1963, complété par le traité d'Aix-la-Chapelle de 2019) et avec l'Italie (traité du Quirinal de 2021).

## Contexte
Le traité a été planifié lors du sommet de Montauban en 2021. Il s'inscrit à présent dans la volonté de l'Espagne de multiplier ses relations diplomatiques, minées récemment par la crise indépendantiste en Catalogne. Longtemps sclérosées par les attentats de l'ETA, l'Espagne est pourtant reconnue comme un pays dont les liens culturels sont profondément ancrés avec ceux de la France, sur le plan historique, linguistique et économique, devançant souvent les relations politiques, selon Emmanuel Macron lui-même. Alors que les relations avec l'Italie se tendent depuis l'élection de Georgia Meloni à la tête d'un gouvernement d'extrême droite, et que les relations s'effritent plus souvent avec l'Allemagne, notamment au sujet de la guerre russo-ukrainnienne ainsi que de la réponse à apporter aux subventions massives des Etats-Unis. La presse française souligne particulièrement le contexte de dégradation des relations franco-allemandes, avec le report du Conseil des Ministres franco-allemand en octobre dernier.
Le choix de Barcelone était une tentative pour l'Espagne de montrer la progressive normalisation des relations avec la communauté autonome. Le sommet s'est ainsi suivi d'une déclaration conjointe et d'un traité, appelé officiellement traité d'amitié et de coopération entre la République Française et le Royaume d'Espagne,. Il a été signé au Museu Nacional d'Art de Catalunya.
La date coïncide avec le traité de Barcelone du 19 janvier 1493 entre Ferdinand II d'Aragon et Charles VIII de France, dans lequel Charles VIII abandonne à la couronne d'Aragon le Rousillon, la Cerdagne, le Conflans et le Vallespir.
L'esprit du traité a été fort bien exprimé par Pedro Sánchez, Président du gouvernement d'Espagne, affirmant :  "Il s'agit de sceller une relation exceptionnelle et de se doter d'un cadre juridique stable pour une relation qui s'est construite dans le temps, et qui définit aussi ce que nous voulons être". De son côté, Emmanuel Macron a souligné le "chemin franco-espagnol d'amitié et d'affinités électives".
La délégation française comprenait Emmanuel Macron, Président de la République ainsi que onze ministres, parmi lesquels : Bruno Le Maire, Gérald Darmanin, Catherine Colonna, Sébastien Lecornu, Pap Ndiaye, Marc Fesneau, Agnès Pannier-Runnacher, Rima Abdul-Malak, Clément Beaune, Marlène Schiappa et Laurence Boone.

## Domaines de coopération
Selon le site de l'Elysée, les domaines sont très variés, et incluent 
- la structuration du dialogue politique bilatéral, la concertation européenne, la politique étrangère, de défense et de sécurité ;

- la justice et les affaires intérieures ;
- la culture, l'éducation, l'enseignement supérieur, la science, la jeunesse et les sports ;
- l'économie, l'industrie, la connectivité et le tourisme, le développement durable, l'énergie, les transports, l'agriculture et l'alimentation, la santé, le travail et affaires sociales ;
- la coopération transfrontalière.

Ce traité rappelle pour chaque mesure les objectifs européens et internationaux partagés entre les deux pays, en déclinant des initiatives portées à titre bilatéral, tout en renforçant et en instaurant des cadres de suivi et de consultation renforcés, et en approfondissant la relation bilatérale et coopérative entre les pays. Une feuille de route opérationnelle doit être établie, suivie par les ministres des Affaires étrangères des deux pays.

## Principales mesures
- l’organisation de consultations renforcées sur l’Europe, les grands enjeux internationaux et de manière transversale dans tous les domaines,
- un dialogue renforcé et un engagement commun, sur l’énergie et les transports, y compris les interconnexions ;
- la définition de positions et d’actions conjointes au sein des institutions internationales, auquel participera la mise en place d’un échange de diplomates ;
- la relance du Conseil franco-espagnol de défense et de sécurité pour approfondir notre dialogue stratégique et nos coopérations, notamment dans le domaine capacitaire ;
- l’invitation croisée aux Conseils des ministres respectifs ;
- la poursuite avec un niveau d’ambition croissant de la coopération opérationnelle dans le domaine de sécurité intérieure et de la justice ;
- le renforcement des coopérations culturelles, pour faciliter la circulation des œuvres, des idées et des artistes ;
- la création de Campus de métiers franco-espagnols sur les secteurs d’avenir ;
- des coopérations accrues dans le domaine éducatif, notamment pour les professeurs en formation ou dans le domaine universitaire pour faciliter la reconnaissance des diplômes ;
- la création d’un Conseil franco-espagnol de la jeunesse ;
- la consolidation du forum d’affaires binational ;
- des coopérations industrielles dans le cadre des PIIEC (projets importants d'intérêt européen commun) ;
- une action commune pour préserver le patrimoine naturel commun aux deux pays, notamment en Méditerranée, dans l’Atlantique et dans les Pyrénées et travailler ensemble sur les enjeux majeurs du changement climatique et de la préservation de la biodiversité ;
- une assistance mutuelle en matière sanitaire, ainsi que l’amélioration de l’accès aux soins en zone frontalière ;
- le renforcement de la coopération transfrontalière, par la création d’un comité de coopération transfrontalière et la définition conjointe de projets concrets au sein d’une stratégie transfrontalière[1].

### Tensions sur le projet MidCat
Le projet de gazoduc franco-espagnol Midi/Catalogne dit MidCat a fait l'objet d'un désaccord de la part de la partie française, vite solutionné par son remplacement par une pipeline d'hydrogène vert reliant Marseille à Barcelone, baptisé projet H2Med.

## Critiques et manifestations en marge

### Sur l'objet même du traité
L'existence même du traité n'a pas fait l'objet de critiques.

### Prises de position et manifestations en marge
Il a été reproché à Emmanuel Macron, président de la République Française, de se rendre à Barcelone le jour de la grève contre la réforme des retraites du 19 janvier 2023. Cependant, selon le gouvernement, la date était prévue en avance et ne pouvait être différée car l'Espagne était la "puissance accueillante".
D'autre part, des manifestants indépendantistes catalans ont protesté contre le gouvernement de Pedro Sánchez près du lieu où se tenait le sommet, vociférant parfois "Ni France, ni Espagne". Selon la Garde civile espagnole, ils étaient pas moins de 6500 (30 000 selon les organisateurs), parmi lesquels le président du parti indépendantiste Esquerra Republicana Catalana (ERC), lui même chassé par les manifestants eux-mêmes, bien qu'indépendantiste. Il protestait contre l'image d'un conflit résolu que voulait faire apparaître l'Espagne.
Pere Aragonès, président de la Généralité de Catalogne a participé à la réunion mais s'est absenté avant la cérémonie des hymnes précisant que le conflit entre Madrid et Barcelone n'était pas résolu.
Le traité a finalement été abandonné le 14 mai 2025, en raison du refus du Congrès espagnol de signer l'accord ; grâce aux votes contre du Parti Populaire et de VOX, ainsi qu'à l'abstention des nationalistes catalans